# Ahmet Yılmaz Çalık
Ahmet Yılmaz Çalık (Yenimahalle, 26 de febrero de 1994-Ankara, 11 de enero de 2022) fue un futbolista turco que jugó de defensa en el Galatasaray S. K. Fue internacional con la selección de Turquía desde 2015 hasta 2017.

## Selección nacional
Fue internacional con todas las categorías inferiores de la selección de fútbol de Turquía, antes de debutar en una convocatoria con la absoluta el 6 de noviembre de 2015.
En 2016 fue convocado con la selección para disputar la Eurocopa 2016.
Falleció el 11 de enero de 2022 en un accidente automovilístico al sur de Ankara, luego que se volcara mientras conducía.

## Clubes
| Club                 | País    | Año       |
| -------------------- | ------- | --------- |
| Gençlerbirliği S. K. | Turquía | 2011-2017 |
| Galatasaray S. K.    | Turquía | 2017-2020 |
| Konyaspor            | Turquía | 2020-2022 |

## Palmarés

### Títulos nacionales
| Título               | Club              | País    | Año     |
| -------------------- | ----------------- | ------- | ------- |
| Superliga de Turquía | Galatasaray S. K. | Turquía | 2017-18 |
| Superliga de Turquía | Galatasaray S. K. | Turquía | 2018-19 |
| Copa de Turquía      | Galatasaray S. K. | Turquía | 2018-19 |
| Supercopa de Turquía | Galatasaray S. K. | Turquía | 2019    |